# Spirobolus olfersii
Spirobolus olfersii är en mångfotingart som beskrevs av Brandt 1833. Spirobolus olfersii ingår i släktet Spirobolus och familjen Spirobolidae. Inga underarter finns listade i Catalogue of Life.